# Paralychrosimorphus rondoni
Paralychrosimorphus rondoni – gatunek chrząszcza z rodziny kózkowatych i podrodziny zgrzypikowych. Jedyny przedstawiciel rodzaju Paralychrosimorphus.

## Zasięg występowania
Gatunek ten występuje w Laosie.